# USLTA Fort Lauderdale 1973
Lo USLTA Fort Lauderdale 1973 è stato un torneo di tennis giocato sulla terra rossa. È stata la 3ª edizione del torneo, che fa parte del Women's International Grand Prix 1973. Si è giocato a Fort Lauderdale negli USA dal 26 febbraio al 4 marzo 1973.

## Campionesse

### Singolare
Chris Evert ha battuto in finale  Virginia Wade con il punteggio di 6–1, 6–2

### Doppio
Gail Sherriff /  Virginia Wade hanno battuto in finale  Evonne Goolagong /  Janet Young con il punteggio di 4–6, 6–3, 6–2